# Farewell (gruppo musicale)
I Farewell sono una band pop punk statunitense formatasi nel 2004 a Greensboro (Carolina del Nord). Al momento sono sotto contratto con la Epitaph Records.

## Storia
La band pubblicò il suo EP di debutto, Poisoning the Lark, nel 2005 su Forsaken Records.
Dopo aver inserito nuove tracce nel loro MySpace, i Farewell furono notati dal proprietario della Epitaph Records, Brett Gurewitz, che offrì loro un contratto nel marzo 2007. Il primo album con l'etichetta fu pubblicato nel settembre 2007, il 4 febbraio 2008 nel Regno Unito e si intitola Isn't This Supposed to Be Fun!?. Nel 2008 la band ha partecipato ad un tour con You Me at Six e Houston Calls.
I Farewell citano tra le loro influenze Green Day, Jawbreaker e Alkaline Trio.
Il 25 luglio 2008 il tastierista Chris Lee ha lasciato la band.

## Formazione

### Formazione attuale
- Marshall Davis - voce
- Kevin Carter - chitarra
- Wil Andrews - chitarra
- Buddy Bell - basso
- Jeff Ellis - batteria

### Ex componenti
- Chris Lee - tastiere, voce d'accompagnamento

## Discografia

### Album e EP
| Data di Pubblicazione | Titolo                          | US Billboard 200 Peak |
| 24 marzo 2005         | Poisoning the Lark EP           | -                     |
| 25 settembre 2007     | Isn't This Supposed To Be Fun!? | -                     |
| 2009                  | Run It Up the Flagpole          | -                     |

### Singoli
| Data di Pubblicazione | Titolo                                | US Billboard 200 Peak | Album                           |
| 24 marzo 2005         | Kelley Green                          | -                     | Poisoning the Lark EP           |
| 25 settembre 2007     | First One On The Blog                 | -                     | Isn't This Supposed To Be Fun?! |
| aprile 2010           | Devoid (that's what i think about it) | -                     | Run it up the flagpole          |